# クジラウオ目
クジラウオ目（Stephanoberyciformes）は、硬骨魚類の分類群の一つ。カンムリキンメダイ目とも呼ばれる。9科28属で構成され、カブトウオやクジラウオなど深海魚を中心に75種が含まれる。

## 概要
クジラウオ目はカンムリキンメダイ上科とクジラウオ上科の2上科で構成されるが、かつて両者はキンメダイ目の一部として含められたり、カンムリキンメダイ目 Stephanoberyciformes、（旧）クジラウオ目 Cetomimiformes と呼ばれる独立の目を形成したりするなど、分類学上の位置付けは不安定であった。両目が現在の Stephanoberyciformes として統合された後、和名にクジラウオ目あるいはカンムリキンメダイ目のいずれを当てるかは見解が分かれている。本来「Stephanoberyciformes」という名称はカンムリキンメダイの仲間に与えられたものだが、本稿では上野・坂本（2005）および岩井（2005）の見解に基づき、「クジラウオ目」を現行の目名として扱う。
クジラウオ目の魚類はすべて海水魚で、ほとんどが水深200メートル以深の深海、特に水深1,000 - 3,000メートルの漸深層に分布するものが多い。海底から離れた中層を漂って生活し、漸深層における遊泳性深海魚としてはチョウチンアンコウの仲間と並んで支配的な存在となっている。

## 形態
クジラウオ目の魚類に共通する形態学的特徴としては、頭蓋骨が極端に薄いこと、口蓋骨の歯を欠くこと、多くの種類では眼窩蝶形骨と主上顎骨をもたないことが挙げられる。キンメダイ目とは非常に近い関係にあることが示唆されており、眼球の強膜をもたないこと、第一椎骨の神経弓が直下の椎体と癒合することなどの特徴を共有している。
クジラウオ類としてまとめられるアンコウイワシ科・アカクジラウオダマシ科・クジラウオ科の3科は、名前が示すとおりクジラに似た体型をもつ。口は非常に大きく胃は伸縮性に富み、大型の獲物を飲み下すことが可能となっている。背鰭と臀鰭は体の後方にあり、互いに向かい合って位置する。眼は発達している場合もあるが、落ち窪んだ小さな眼をもつ種類が多い。体側面にはよく発達した側線と発光器が存在する。多くの種類は赤やオレンジなど鮮やかな体色をしているが、彼らが主に生息する漸深層（水深1,000-3,000m）には基本的に日光が届かず、赤い波長の光も完全に吸収されるためほとんど目立たないと考えられる。

## 分類
クジラウオ目はカンムリキンメダイ上科・クジラウオ上科の2上科の下に、9科28属75種を含む。多数の未記載種があり、分類は今後拡大するものとみられる。

### カンムリキンメダイ上科

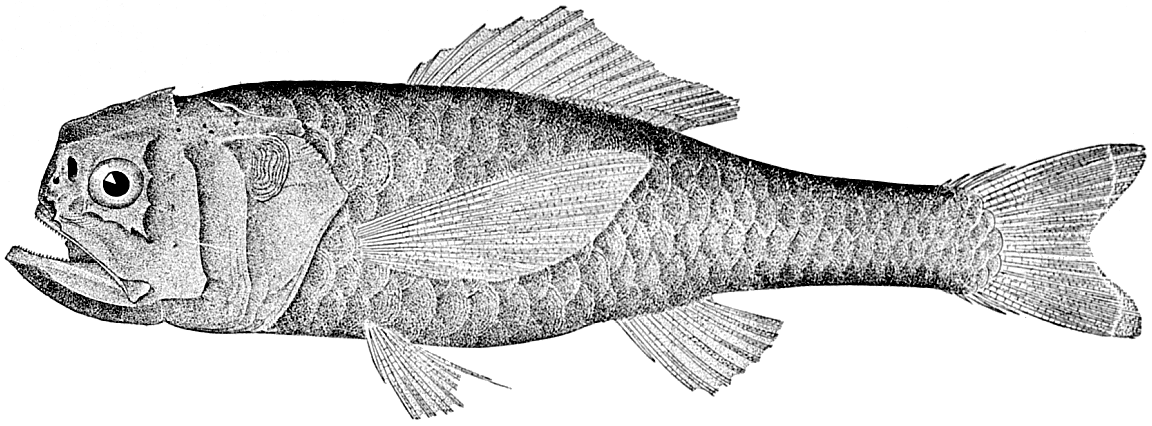
トゲカブトウオ Melamphaes suborbitalis （カブトウオ科）。甲冑のような頭部が特徴。背鰭は臀鰭よりも前方に位置する

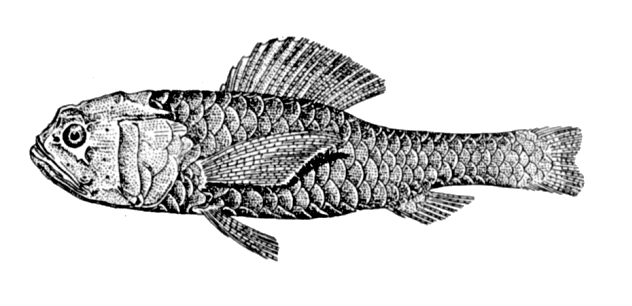
カブトウオ科の1種（Melamphaes typhlops）

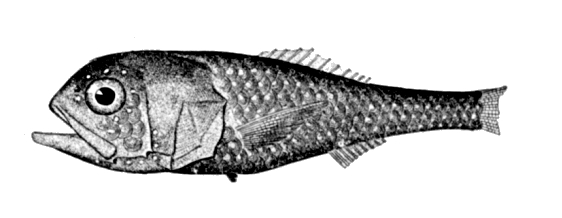
カブトウオ科の1種（Poromitra capito）

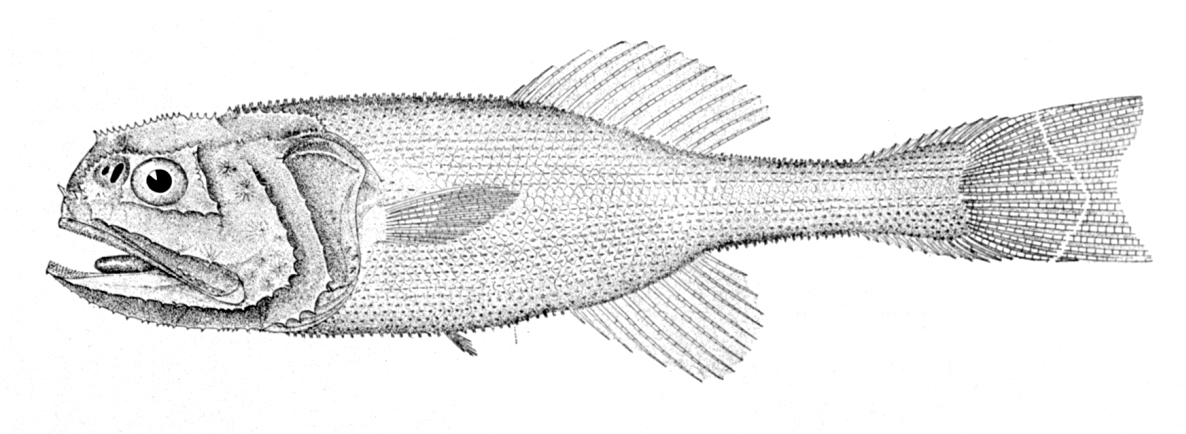
カンムリキンメダイ科の1種（Stephanoberyx monae）。背鰭と臀鰭は互いに向かい合う位置にある

カンムリキンメダイ上科 Stephanoberycoidea は3科9属40種で構成される。

#### カブトウオ科
カブトウオ科 Melamphaidae はカブトウオなど5属36種からなる。北極海と地中海を除く全海洋に分布し、主として水深1,000 - 3,000メートルにかけて生息する。背鰭は1基で、1 - 3本の弱い棘条をもつ。腹鰭は胸鰭に近い位置にあり、1棘6 - 8軟条。尾鰭の前に3 - 4本の棘が存在する。鱗は大型の円鱗で、生涯に何度も置き換わる。側線をもたない。
- カブトウオ属 Poromitra
- タテカブトウオ属 Scopeloberyx
- ホンカブトウオ属 Melamphaes
- ヨロイギンメ属 Scopelogadus
- Sio 属

#### カンムリキンメダイ科
カンムリキンメダイ科 Stephanoberycidae は3属3種。西部大西洋・太平洋・インド洋の熱帯・亜熱帯域に分布する。いずれも稀種で、標本数は少ない。腹鰭は腹部寄りに位置し、棘条を欠き5本の軟条で構成される。尾鰭前の棘条は8 - 11本。未発達ながら側線をもつ。
- Acanthochaenus 属
- Malacosarcus 属
- Stephanoberyx 属

#### ヒースピドベーリュクス科
ヒースピドベーリュクス科 Hispidoberycidae は1属1種。インド洋北東部と南シナ海に分布する。背鰭の棘条は4 - 5本で、軟条は10本。臀鰭は3棘9軟条。側線をもつ。
- Hispidoberyx 属

### クジラウオ上科
クジラウオ上科 Cetomimoidea は6科19属35種からなる。本上科はかつて旧クジラウオ目 Cetomimiformes として独立の目を形成していた。ほとんどの種類の鰭は軟条のみで構成され、棘条をもたない。

#### フシギウオ科
フシギウオ科 Gibberichthyidae は1属2種。以前はカンムリキンメダイ上科に所属していたが、クジラウオ類と姉妹群の関係にあることが指摘され、クジラウオ上科に移された。フシギウオなど2種を含み、いずれも稀な魚類である。
棘条を1本含む腹鰭をもつことが、本上科の他の魚類にはない特徴となっている。浮き袋をもち、成魚は本目の魚類としては比較的浅い中深層（水深200 - 1,000メートル）で生活しているとみられる。
- フシギウオ属 Gibberichthys

#### アンコウイワシ科

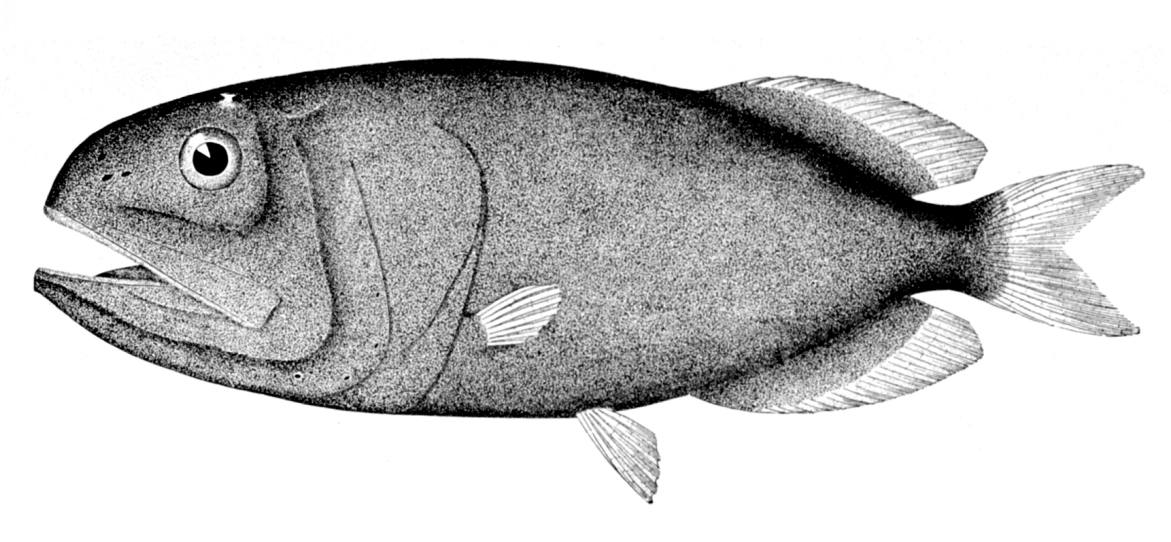
アンコウイワシ（Rondeletia bicolor）

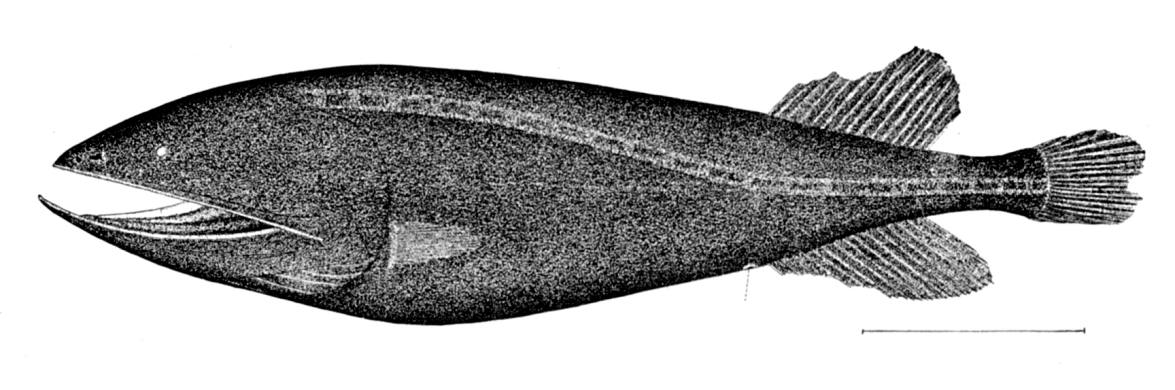
クジラウオ科の1種（Cetomimus gillii）。背鰭と臀鰭は体の後方で対在する

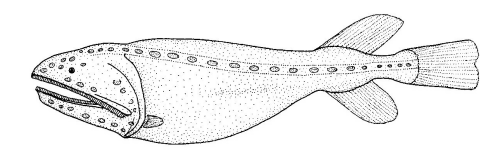
クジラウオ科の1種（Gyrinomimus grahami）。本科魚類は側線が発達しており、くぼみのように体側面に並ぶ

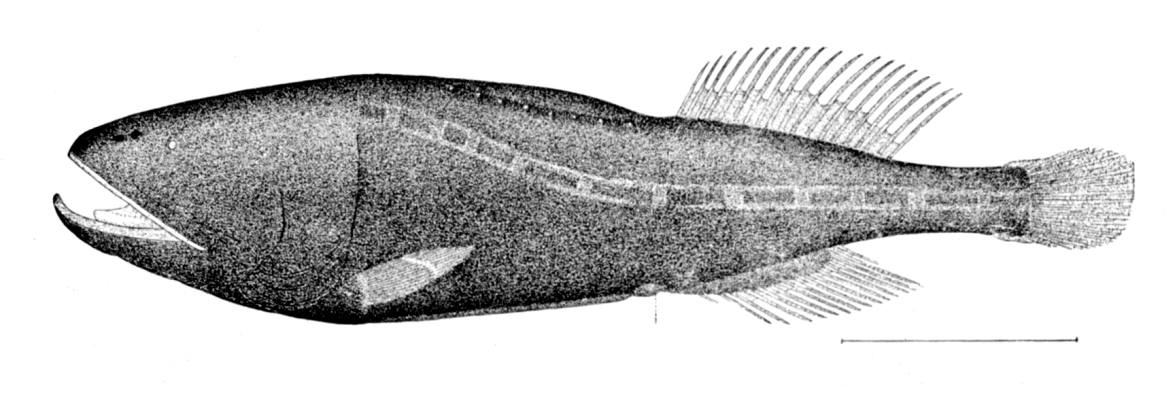
スミクジラウオ Ditropichthys storeri （クジラウオ科）

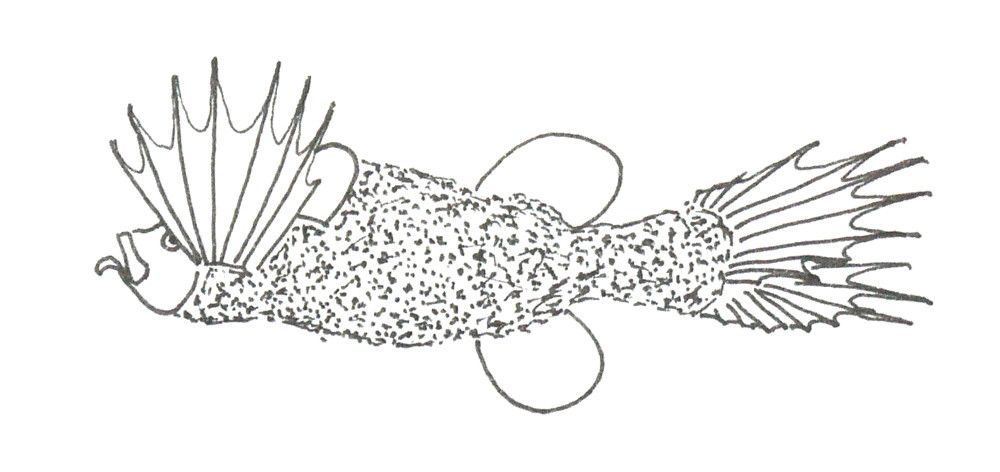
トクビレイワシ科の1種（Mirapinna esau）。本種は鰭の形態や体を覆う微細な突起などの特徴が著しい

アンコウイワシ科 Rondeletiidae は1属2種。腹鰭は小さく、棘条はない。
- アンコウイワシ属 Rondeletia
  - アンコウイワシ Rondeletia bicolor
  - アカチョッキクジラウオ Rondeletia loricata

#### アカクジラウオダマシ科
アカクジラウオダマシ科 Barbourisiidae は1属1種。体長は最大で40センチメートル未満。腹鰭をもち、体色は赤あるいはオレンジ色。
- アカクジラウオダマシ属 Barbourisia

#### クジラウオ科
クジラウオ科 Cetomimidae は9属20種で構成され、少なくとも15の未記載種が知られる。本科魚類は漸深層（水深1,000 - 3,000メートル）に生息する深海魚として、アンコウ目ラクダアンコウ科（約60種）に次いで種類数が多く、1,800メートル以深に限れば最も豊富なグループであると考えられている。
採集される数の上ではほとんどが稀種であり、ごく少数の標本に基づき記載されている。雄の存在が確認されたのはごく最近のことで、雌の体長（最大種で約40センチメートル）に対し10分の1程度しかなく、以前は未成熟の稚魚と思われていた。こうした小型の雄は矮雄（わいゆう）と呼ばれ、チョウチンアンコウ類など一部の深海魚にみられる特徴である。
眼が小さく、腹鰭をもたない。皮膚は軟弱で鱗がない。肛門の周囲や背鰭・臀鰭の基底部に発光器をもつ。体色は褐色、オレンジから赤色。
- イレズミクジラウオ属 Cetomimus
- オオアカクジラウオ属 Gyrinomimus
- クジラウオ属 Cetichthys
- スミクジラウオ属 Ditropichthys
- チヒロクジラウオ属 Danacetichthys
- ホソミクジラウオ属 Cetostoma
- 他3属（Notocetichthys、Procetichthys、Rhamphocetichthys）

#### トクビレイワシ科
トクビレイワシ科 Mirapinnidae は2亜科3属5種からなる。腹鰭が頚部にあり、背鰭・臀鰭は体の後方に対在する。
これまでに未成熟個体の標本しか得られていなかったが、2009年に報告されたミトコンドリアゲノム解析の結果、本科はクジラウオ科の稚魚にあたる一群であることが示された。
- トクビレイワシ亜科 Mirapinninae 1属1種。大西洋で採取された1個体の標本に基づき記載されている[8]。体はやや細長く、短い毛のような突起に覆われる。2葉が半々に重なったような尾鰭、翼状の大きな腹鰭、体の高い位置にある胸鰭など、形態は極めて特異である。
  - Mirapinna 属
- リボンイワシ亜科 Eutaeniophorinae 2属4種。体は非常に細長く、表面は滑らか。体長の数倍に及ぶリボン状の尾鰭をもつことが特徴で、外洋の海面近くを漂泳する[1]。
  - リボンイワシ属 Eutaeniophorus
  - Parataeniophorus 属

#### ソコクジラウオ科
ソコクジラウオ科 Megalomycteridae は4属5種で構成される。嗅覚器官が極端に大きい。腹鰭はない種類が多い。胃・食道を欠くため自力で餌をとることはできず、肥大した肝臓に蓄えられたエネルギーのみに依存して生活する。
採取された標本はすべて成熟した雄個体で、上述のミトコンドリアゲノムに基づいた解析により、本科はクジラウオ科の雄にあたることが示された。
- ソコクジラウオ属 Vitiaziella
- Ataxolepis 属
- Cetomimoides 属
- Megalomycter 属